# غرب فريزلند (منطقة)
 للمنطقة التاريخية المسماة أيضاً غرب فريزلاند، انظر غرب فريزلاند (المنطقة التاريخية)

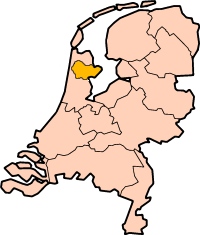
المنطقة المعاصرة لغرب فريزلاند موضحة على خريطة هولندا

غرب فريزيا (بالهولندية: West-Friesland)؛ اللغة الفريزية الغربية: West-Fryslân) هي منطقة معاصرة شمال غرب هولندا، مقاطعة شمال-هولندا.

## لهجات

علم غرب فريزيا

اللهجة التقليدية في المنطقة هي اللهجة الفريزية الغربية متفرعة من الهولانديكية الهولندية. وتشبه المنطقة المعاصرة في حجمها وموقعها للمنطقة التاريخية (غاو ) من ويستفلينجس نفسها التي كانت جزءاً من المنطقة التاريخية فريزلاند الغربية.